# Koxbox
Koxbox er en dansk succesrig psykedelisk trance duo, som blev dannet af Frank E Madsen og Peter Candy i 1990 i København. Madsen og Candy mødte hinanden i 1982, mens de begge spillede i forskellige rockbands i det københavnske nyrock-miljø. I slutningen af 1980'erne fik de deres eget radioprogram kaldet KoxBox på den københavnske radiostation GaGa, hvor de bl.a. sendte New Beat.
I 1995 udgav duoen deres debutalbum, Forever After, som blev en klassisk succes inden for Goa trance. Forever After blev fulgt op af yderligere tre album; Dragon Tales (1997), The Great Unknown (1999) og U-Turn (2006). I 1998 valgte Candy dog at forlade duoen og han blev afløst af Ian Ion, der tidligere havde fungeret som duoens producer. 
Koxbox var inspireret af techno, industrial og acid house og fik stor international succes med deres hårdt pumpede rytmer og svævende keyboard-klange i 1990'erne.

## Historie
Frank Kiehn Madsen og Peter Frellesen (Candy) mødte hinanden i 1982 igennem fælles bekendte inden for det københavnske nyrock-miljø. De begyndte efterfølgende at spille musik sammen i et rockband, hvor de spillede på instrumenter. De valgte dog senere at droppe rockmusikken helt og begyndte i stedet at fatte interesse for techno, bl.a. begyndte de at høre Front 242, Kraftwerk og Tangerine Dream. I 1987/1988 fik de deres eget radioprogram kaldet KoxBox på den københavnske radiostation GaGa, hvor de bl.a. sendte New Beat. Samtidig begyndte de også som DJ's ved nogle større arrangementer, der blev kaldt "Club Amnesia" – det første arrangement var i 1989 i Delta Bio.
Efter flere længerevarende ophold i technomiljøet i Goa begyndte de at arrangere acid-fester under banneret "Cosmic Village" i København, hvor de både fungerede som DJ's og live act. De fik efterfølgende udgivet maxi-singlen Acid Vol.3 / Birdy på det fynske pladeselskab Outloud Records og tolvtommeren Crystal / World of Illusions på det engelske selskab Where's The Party (WTP). I 1993 blev bandet opdaget af den verdenskendte tyske producer og musiker DJ Sven Väth, som knyttede dem til sit Frankfurt-baserede pladeselskab, Harthouse, hvor de i 1995 udgav deres ambitiøse debutalbum, Forever After, som var produceret af det tidligere Overlords-medlem, Ian Ion. Forever After blev en klassiker inden for den psykedeliske technogenre Goa trance, hvilket også gjorde dem verdenskendte.
Deres sange Fuel On, Ambivalentino og Midnight Till The End medvirkede i den danske thriller Pusher i 1996. Sidstnævnte sang blev produceret specielt til brug i filmen. Derefter blev bandet knyttet til det London-baserede pladeselskab Blue Room Released, hvor de udsendte den vilde og dog velkontrollerede tolvtommer "Stratosfear", som blev efterfulgt af deres andet album, Dragon Tales i 1997. Musikanmelderen Dave Fowler fra musikmagasinet Muzik skrev; "Probably the most in-yer-face psychedelic outfit ever." (sandsynligvis den mest in-yer-face psykedelisk udgivelse nogensinde.) Samme år lavede de også remix for Juno Reactor og Slinky Wizard – de omdøbte også deres anden musikgruppe Psychopod til Saiko-Pod. Uoverensstemmelser omkring duoens musikstil førte i 1998 til at Candy forlod duoen. Han blev erstattet af den dansk-italiensk producer Ian Ion.
Den 18. november 1999 blev det tredje album, The Great Unknown, udgivet. Stilen var dog en radikal afvigelse fra den kendte Koxbox stil – den var mere langsommere og mere funky. The Great Unknown blev desuden det bedst sælgende album fra Koxbox. Albummet blev udgivet af det tyske Liquid Audio Soundz og Global Trance Network. The Great Unknown anses i dag som én af Goaens mest originale udgivelser på en ellers stagneret scene. Efter succesen med albummet besluttede de at holde pause fra Koxbox og i stedet udgive nyt musik fra Saiko-Pod. I 2002 udgav de Saiko-Pods debutalbum, Phutures and Options, fra det svenske selskab Spiral Trax.
Syv år efter The Great Unknown udgav duoen deres fjerde album, U-Turn. Albummet blev udgivet på Hallucinogens eget pladeselskab, Twisted Records, den 21. september 2006. Under produktionen af albummet havde Koxbox bl.a. haft kunstnere som Tube, Absolum, Deedrah, Joie Hinton, Merv Pepler, Meir Vaknin og Xavier Morel til at medvirke. De mere kendte sange fra U-Turn er "Buffer Overdrive", "FM 17" og "Side Effects". Albummet blev dog karakteriseret mere som tech trance end psykedelisk trance. Koxboxs seneste udgivelse er Remixes (Part 1) fra 2010, der er udgivet som WAV på deres eget pladeselskab, Koxbox Music.

## Diskografi

### Album
- 1995 – Forever After
- 1997 – Dragon Tales
- 1999 – The Great Unknown
- 2006 – U-Turn
- 2015 - The Scanner

### Udgivelser
- 1993 – Acid Vol. 3 & Birdy (12")
- 1993 – Crystal / Word Of Illusions (12")
- 1994 – Flashback (12")
- 1994 – Insect / Insect Bite (12")
- 1995 – Re-Oscillation (12")
- 1995 – Insect Bite EP (12")
- 1995 – Tribal Oscillation (Remixes) (12")
- 1996 – Stratosfear (12")
- 1996 – Pusher (12")
- 1997 – Life Is (12")
- 1997 – Too Pure (12")
- 1999 – Forever E.P. (12")
- 2000 – A Major Problem In Australia (12")